# Токуґава Ієцуґу
Токуґава Іецуґу (яп. 徳川 家継, 8 серпня 1709 — 19 червня 1716) — 7-й сьоґун сьоґунату Едо. Правив у 1713–1716.

## Життєпис
Старший син Токуґави Іенобу, 6-го сьоґуна сьоґунату Едо. На момент смерті батька у 1712 році усі старші брати Ієцуґу померли. Тому того напочатку 1713 року було оголошено новим сьоґуном. Фактична влада з огляду на малий вік правителя зосередилася в Араї Хакусекі, що був радником Ієнобу. За Токуґава Ієцуґу очолив уряд (бакуфу). останній продовжив фінансову політику, розпочату за попередника.
Водночас Араї залагодив конфлікти з Кореєю, спростивши церемонію прийому корейської делегації, але наполіг на рівному титулуванні вана Кореї і сьогуна Японії. Цим Хакусекі домагався непрямого визнання з боку Кореї того, що саме сьоґун був вищою владою в Японії.
1716 роки Токуґава Ієцуґу помер від застуди і був похований на території храму Дзодзьо в Едо. З його смертю перервалася пряма лінія від першого сьогуна Токуґава Іеясу. Тепер почали правити представники бічних ліній клану Токугава. Сьогуном став представник гілки Кії-Токуґава — Токуґава Йосімуне.